# Antonomasie
Een antonomasie (ook: omschrijving of Vossiaanse antonomasie) is een stijlfiguur, waarbij een eigenschap (van een persoon) niet wordt omschreven met de klassieke term maar met een eigennaam van een andere persoon die algemeen bekend is als typische drager van die eigenschap. Ook het omgekeerde is een antonomasie; hierbij wordt alleen de persoon of personen waarmee vergeleken wordt genoemd, als symbool voor de persoon die in werkelijkheid wordt bedoeld. Vaak is het echter een "mislukte" beeldspraak (troop (stijlfiguur)).

## Voorbeelden
- Hij is een ware Harpagon.[1]
- In George W. Bush' ogen was Saddam Hoessein de Hitler van het Nabije Oosten.
- Men zou iemand de Einstein van de scheikunde kunnen noemen maar die was niet de Mendelejev van de natuurkunde.
- Jan-Ove Waldner is de Mozart van het tafeltennis[2]

## Omgekeerd
- De nachtburgemeesters van Rotterdam en Antwerpen verbroederden in Keulen.
- De reus van de Bende van Nijvel was daarbij niet aanwezig.

## Verwante begrippen
Antonomasie is een vorm van vergelijking.